# Deudorix diara
Deudorix diara är en fjärilsart som beskrevs av Swinhoe 1896. Deudorix diara ingår i släktet Deudorix och familjen juvelvingar. Inga underarter finns listade i Catalogue of Life.